# برنادتا ماخائو-کژمینسکا
برنادتا ماخائو-کژمینسکا (لهستانی: Bernadetta Machała-Krzemińska؛ زادهٔ ۲۰ اوت ۱۹۶۶) بازیگر اهل لهستان است.
از فیلم‌ها یا مجموعه‌های تلویزیونی که وی در آن‌ها نقش داشته‌است، می‌توان به خانه کشیش، راه‌های آزادی، وقایع‌نگاری رخدادهایی عاشقانه، در خوشی و سختی و قانون حقیقی اشاره نمود.